# Alexei Koșelev
Alexei Koșelev (Chișinău, 19 de novembro de 1993), é um futebolista profissional moldávio, que atua como goleiro. Atualmente defende o Atromitos.

## Seleção
Koșelev fez 18 jogos pela seleção sub-21 da Moldávia.  Ele foi um dos jogadores destaque durante a campanha de qualificação para a Europa Sub-21 de 2015, tendo seis jogos sem sofrer golos em 10 jogos de qualificação.
Em 2015, ele fez sua estréia pela seleção principal da Moldávia em uma partida de qualificação contra a Rússia.

## Títulos
Sheriff Tiraspol
- Campeonato Nacional da Moldávia: 2015–16, 2016–17
- Copa da Moldávia: 2016–17
- Super Copa da Moldávia: 2015, 2016